# Chad Haga
Chad Haga (McKinney, Texas, 26 de agosto de 1988) es un ciclista estadounidense. Es conocido por su trabajo como gregario, aunque también destaca en la especialidad de contrarreloj.[cita requerida]

## Biografía
Debutó como profesional en 2011 en las filas del equipo Optum presented by Kelly Benefit Strategies. En 2013 logró algunas destacables actuaciones como el segundo lugar en la Vuelta al Alentejo (Portugal) y la décima ubicación en el Tour de California. El 22 de agosto de 2013 se anunció su fichaje por el Giant-Shimano de cara a la temporada 2014. El 20 de agosto fue confirmado por su equipo para tomar la salida en la Vuelta a España 2014 siendo así esta la primera gran ronda por etapas en la que el americano toma parte.
En enero de 2016, el equipo Giant-Alpecin sufre un fuerte accidente mientras entrenaba por la zona de Calpe, en Alicante. Seis ciclistas son arrollados por un coche conducido por una jubilada británica que invadió el sentido contrario, resultando afectados Chad Haga, John Degenkolb, Warren Barguil, Fredrik Ludvigsson, Ramon Sinkeldam y Max Walscheid. No obstante, Haga consigue recuperarse a tiempo de sus heridas y llega a punto para tomar la salida en el Giro de Italia, el cual consigue terminar. Ese mismo año también participa en la Vuelta a España.
Para la temporada 2017 continuó en la misma estructura, ahora llamada Team Sunweb, y volvió a ser seleccionado como integrante del equipo para el Giro de Italia. Sus funciones como gregario contribuyeron a la victoria final de Tom Dumoulin, siendo la primera vez que un neerlandés ganaba esta carrera. En los años siguientes continuaría corriendo el Giro y haciendo trabajo de equipo dentro de la misma estructura. En 2019 aprovecha su talento contrarreloj para vencer en la 21.ª y última etapa del Giro, siendo su mayor victoria profesional hasta la fecha.
Dejó el ciclismo en ruta al finalizar el año 2023 para dedicarse a competir en pruebas de grava.

## Palmarés
2013
- 1 etapa del Redlands Bicycle Classic
- 1 etapa del Tour de Elk Grove

2018
- 2.º en el Campeonato de Estados Unidos Contrarreloj

2019
- 1 etapa del Giro de Italia

2021
- 2.º en el Campeonato de Estados Unidos Contrarreloj

## Resultados en Grandes Vueltas y Campeonatos del Mundo
| Carrera              | Carrera              | 2011 | 2012 | 2013 | 2014 | 2015 | 2016 | 2017 | 2018 | 2019  | 2020 | 2021  | 2022 | 2023 |
| -------------------- | -------------------- | ---- | ---- | ---- | ---- | ---- | ---- | ---- | ---- | ----- | ---- | ----- | ---- | ---- |
|                      | Giro de Italia       | —    | —    | —    | —    | 99.º | 78.º | 82.º | 71.º | 105.º | 69.º | —     | —    | —    |
|                      | Tour de Francia      | —    | —    | —    | —    | —    | —    | —    | 72.º | 134.º | —    | —     | —    | —    |
|                      | Vuelta a España      | —    | —    | —    | 73.º | —    | 76.º | 98.º | —    | —     | —    | 113.º | —    | —    |
| Mundial en Ruta      | Mundial en Ruta      | —    | —    | —    | —    | —    | Ab.  | —    | —    | 40.º  | —    | —     | —    | —    |
| Mundial Contrarreloj | Mundial Contrarreloj | —    | —    | —    | —    | —    | —    | —    | —    | 19.º  | —    | —     | —    | —    |

—: no participa

Ab.: abandono

## Equipos
- Optum presented by Kelly Benefit Strategies (2011-2013)
- Giant/Sunweb/DSM (2014-2021)
  - Team Giant-Shimano (2014)
  - Team Giant-Alpecin (2015-2016)
  - Team Sunweb (2017-2020)
  - Team DSM (2021)
- Human Powered Health (2022-2023)